# Друга спроба Віктора Крохіна
«Друга спроба Віктора Крохіна» (рос. «Вторая попытка Виктора Крохина») — радянський повнометражний кольоровий художній фільм, поставлений на Кіностудії «Ленфільм» в 1977 році режисером Ігорем Шешуковим.
Прем'єра фільму в СРСР відбулася в лютому 1987 року.

## Зміст
Батько Віктора загинув на фронті. Мати була змушена важко працювати, щоб прогодувати себе і сина, а все виховання хлопчику дали вулиці повоєнного міста. Там він навчився гнути свою лінію до переможного кінця, а також вміти захищати себе. Придбані бійцівські навички і твердий характер, урешті-решт, роблять його чемпіоном Європи з боксу.

## Цікаві факти
Після створення фільм не вийшов у широкий прокат і був «покладений на полицю». Глядачі побачили його тільки в 1987 році.
Володимиром Висоцьким для фільму була написана пісня «Балада про дитинство». Але, як розповідав Едуард Володарський, Висоцький не погоджувався з купюрами пісні, і з цієї причини, в першу редакцію фільму пісня не увійшла. Частина пісні була включена у варіант фільму 1987 року. Крім того, Висоцький мав грати Степана Єгоровича, якого у фільмі зіграв Олег Борисов. Збереглася Кінопроба, де персонаж у виконанні Висоцького співає пісню «Полчаса до атаки».

## У головних ролях
- Людмила Гурченко — Люба, мати Віктора
- Микола Рибников — Федір Іванович, вітчим Віктора
- Олег Борисов — Степан Єгорович
- Саша Харашкевич — Віктор Крохин в 9 років
- Вітя Полуектов — Віктор Крохин в 13 років
- Михайло Терентьєв — Віктор Крохин в 25 років

## Ролі
- Антоніна Богданова — бабуся Віктора
- Олександр Пашутін — Сергій Андрійович
- Іван Бортник
- Володимир Заманський — Станіслав Олександрович
- Віктор Васін — Волков, тренер з боксу
- Геннадій Фролов — Веніамін Петрович
- Леонід Дьячков — Потепалов

## В епізодах
- А. Бондаренко - епізод
- Володимир Вінніченко — епізод
- Ніна Вінніченко — епізод
- В. Волченков - епізод
- Юрій Гончаров — Микола Гераскін, сержант міліції
- В. Деланян - епізод
- Валерій Дружинін — епізод
- Людмила Єгорова — епізод
- Гелена Івлієва — дружина письменника
- Г. Кокошкін — епізод
- Світлана Качура — епізод
- Тетяна Канаєва — наречена Віктора Крохіна
- Н. Ловеліус - епізод
- Н. Майков - епізод
- Павло Первушин — епізод
- Лариса Пилипенко — дружина Ігоря Васильовича
- І. Рагімов — епізод
- Вікторія Смоленська — Галя, стюардеса
- Михайло Семенов — епізод
- Фікрет Султанов — епізод
- Антон Уткін — епізод
- Вася Храмов — епізод
- А. Ягунов — епізод
- Лев Лемке — Ігор Васильович, сусід Крохіна (в титрах не вказаний)

- Школярі - Юлія Чернякова, Лена Баришнікова та учні інтернату № 64

- Консультанти:
Олімпійський чемпіон, засл. майстер спорту Геннадій Шатков
Засл. тренер РСФСР Борис Долгановський.

## Знімальна група
- Сценарій - Едуарда Володарського
- Режисер-постановник - Ігор Шешуков
- Головний оператор - Володимир Бурикін
- Головний художник - Михайло Герасимов
- Композитор - Вадим Біберган
- Текст пісні - Ігоря Шеферана
- Володимир Висоцький — «Пісня про давно минулих часах»
- Звукооператор - Ася Звєрєва
- Редактор - Ірина Тарсанова
- Монтажер - Ольга Амосова
- Режисер - В. Томах
- Оператори - А. Горьков, Ю. Плешкін
- Художники:
по костюмах - Наталія Кочергіна
по гриму - Василь Ульянов
по декораціях - А. Рогожкін
- Асистенти:
режисера - А. Шинін
оператора - С. Никіфоров
- Директор картини - Володимир Бєленький